# Unruhen in Gazi 1995
Die Unruhen im Istanbuler Stadtviertel Gazi entzündeten sich am 12. März 1995. Der Anschlag und das polizeiliche Vorgehen richteten sich zwei Jahre nach dem Brandanschlag von Sivas erneut gegen die alevitische Bevölkerung in der Türkei. Bei den Vorfällen wurden nach offiziellen Quellen 15 Menschen durch die Polizei getötet. Im Türkischen werden die Geschehnisse auch als „Gazi-Ereignisse“ oder „Gazi-Massaker“  bezeichnet.

## Verlauf
Ausgangspunkt der Ereignisse war die Nacht vom 12. März 1995. Unbekannte Täter entführten ein Taxi und ermordeten den Taxifahrer, sie lenkten das Taxi in den mehrheitlich von Aleviten bewohnten Istanbuler Stadtteil Gazi. Aus dem entführten Taxi schossen die Täter wahllos auf Besucher von Cafés. Während dieses Anschlags starb ein Mensch, weitere 25 Menschen wurden verletzt. Obwohl eine Polizeiwache nur wenige hundert Meter entfernt lag, schritt die Polizei nicht ein. Da die Situation im Viertel bereits aufgeheizt war, nachdem einige Tage zuvor Menschen vor einer Polizeiwache wegen des Todes eines Mannes in Polizeigewahrsam protestiert hatten, versammelte sich eine Volksmenge, Autos wurden umgestürzt und in Brand gesteckt, Läden wurden mit Steinen beworfen und Barrikaden errichtet. Nun schritt die Polizei ein, die Straße wurde abgeriegelt. Nachdem die Menge und die Polizisten sich einige Stunden gegenüberstanden, wobei Steine geworfen und Slogans skandiert wurden, eskalierte in den Morgenstunden des 13. März die Situation, als Demonstranten einen Panzerwagen erkletterten. Nach einem Handgemenge schoss die Polizei in die Menge und verfolgte die Demonstranten durch die Straßen. Es wurden weitere zwei Menschen erschossen und zahlreiche verwundet. Das Viertel wurde umstellt, das Militär übernahm die Kontrolle und eine Ausgangssperre wurde verhängt. Dennoch führte am 15. März die Beerdigung der Opfer zu einer erneuten Demonstration von mehreren Tausend Personen. Auch im Stadtteil Ümraniye im anatolischen Teil Istanbuls demonstrierten Aleviten, wobei die Polizei ebenfalls in die Menge schoss und vier Personen tötete.

## Gerichtliche Aufarbeitung
20 Polizisten wurden wegen des Todes von 9 Personen und Körperverletzung von 5 Personen vor Gericht gestellt. Der Prozess wurde aus Sicherheitsgründen von Istanbul nach Trabzon verlegt. Nach 5 Jahren und 31 Verhandlungstagen verkündete das Landgericht am 5. November 2001 sein Urteil. Der Polizist Adem Albayrak wurde wegen der Tötung von vier Menschen zu einer Strafe von 40 Monaten Haft verurteilt. Der Polizist Mehmet Gündoğan erhielt für die Tötung von zwei Menschen eine Strafe von 20 Monaten Haft. Die Strafen wurden nach dem Gesetz zur Konditionellen Haftentlassung zur Bewährung ausgesetzt.
Wie beim Brandanschlag von Sivas versammeln sich jährlich am 12. März zahlreiche Aleviten vor dem Cem Evi in Gazi und demonstrieren und trauern um die Opfer der Ereignisse.